# Huey Lewis
Huey Lewis (teljes nevén Hugh Anthony Cregg III; 1950. július 5., New York, New York, USA) Grammy-díjas amerikai zenész, zeneszerző és színész, a Huey Lewis and the News zenekar énekese. Egyik legismertebb száma a Vissza a jövőbe c. film betétdala, a The Power Of Love.

## Pályafutása
1971-ben belépett a Clover nevű zenekarba és ekkortájt vette fel a Hughie Lewis művésznevet, melyet pár évvel később már Huey Lewis alakban használt. A Clover feloszlása után, 1978-ban "Huey Harp" néven közreműködött Thin Lizzy Live and Dangerous című koncertlemezén.
1978-ban már későbbi együttese tagjaival együtt játszott, mely ekkor Huey Lewis and the American Express néven futott, majd menedzsere, Bob Brown tanácsára a Huey Lewis and the News-ra változtatták nevüket.
1985-ben Huey Lewis beperelte Ray Parker Jr.-t, mivel I Want A New Drug c. 1983-as saját dala és Parker a Szellemirtók című filmhez készült Ghostbusters című dala között hasonlóságokat vélt felfedezni. 2000-ben játszott Gwyneth Paltrow, Maria Bello és Paul Giamatti oldalán a Tuti duók című zenés filmben.

## Családja
Huey Lewis nős, jelenleg a Kalifornia állambeli Ross-ban él. Két lánya van: Kelly, aki 1983-ban született, és Austin, aki 1985-ben született.

## További információ
- Hivatalos oldal
- Huey Lewis a PORT.hu-n (magyarul)
- Huey Lewis az Internetes Szinkronadatbázisban (magyarul)
- Huey Lewis az Internet Movie Database-ben (angolul)
- Huey Lewis a Rotten Tomatoeson (angolul)